# تشارلز ألين وير
تشارلز ألين وير (بالإنجليزية: Charles Eliot Ware)‏ هو طبيب أمريكي، ولد في 7 مايو 1814، وتوفي في 3 سبتمبر 1887.